# 에흐산 라슈가리
에흐산 라슈가리(페르시아어: احسان لشگرى,‎ 1985년 8월 30일~)는 이란의 레슬링 선수이다. 2012년 하계 올림픽에서 남자 자유형 미들급 동메달을 획득했으며, 세계 선수권 대회에서 동메달 1개를 획득했다.